# 4月21日
4月21日是公历一年中的第111天（闰年第112天），离全年的结束还有254天。

## 大事记

### 18世紀以前
- 前753年：罗慕路斯与雷穆斯两兄弟在巴拉丁诺山开始兴建新城市罗马城，开启罗马王政时代。
- 1153年：金朝改燕京为中都，金海陵王完颜亮正式将金朝首都迁到中都。
- 1509年：英格蘭國王亨利七世在里奇蒙宮因病逝世，其後次子亨利八世繼承王位。
- 1519年：西班牙殖民者埃爾南·科爾蒂斯率领的船队在墨西哥登陆。

### 18世紀
- 1749年：英國德裔音樂家韓德爾的作品《皇家煙火》在正式演出6日前於倫敦公開彩排，造成轟動，一萬多人前往聆聽。
- 1782年：卻克里王朝國王拉瑪一世將首都從吞武里遷至昭披耶河東岸，並建立新城市曼谷。
- 1792年：泰國卻克里王朝國王拉瑪一世決定將首都從吞武里遷往新城市曼谷，並展開修築工作。

### 19世紀
- 1836年：得克萨斯共和国军队在圣哈辛托战役中击败墨西哥军队，得克萨斯独立战争结束。
- 1863年：从奥斯曼帝国流亡至巴格达的巴哈欧拉在里兹万花园停留了12天，并且宣布建立巴哈伊信仰。
- 1898年：德国政府宣布设总督府对胶澳（今青岛）实行“保护”，并称胶澳为“胶州”。

### 20世紀
- 1918年：德国王牌飞行员里希特霍芬在索姆河附近与英国皇家空军交战中被子弹击中身亡。
- 1928年：《上海漫画》创刊。
- 1934年：英國每日郵報刊出尼斯湖水怪最著名的相片，但這張相片在1999年時被證實是騙局。
- 1935年：臺灣新竹州南部發生芮氏規模7.1的強烈地震，造成3,276人死亡、12,053人受傷，為臺灣有史以來傷亡最慘重的自然災害。
- 1941年：大日本帝國攻尅中華民國福建省閩侯縣（今福州城），福州淪陷。
- 1944年：法国妇女获得公民投票权。
- 1946年：德国统一社会党成立。
- 1948年：中國簽訂關稅與貿易總協定（GATT）臨時性適用議定書，成為關稅與貿易總協定締約國之一。
- 1949年：第二次国共内战：中国人民解放军发起渡江战役，100多万人强行渡过长江，突破民国政府长江防线。
- 1960年：巴西政府将首都从里约热内卢迁往由建筑师卢西奥·科斯塔规划的新市镇巴西利亚。
- 1960年：希臘軍官喬治斯·帕帕佐普洛斯等人發動軍事政變奪取政權，其後建立希臘軍政府。
- 1961年：法国一些退役军官发动政变（英语：Algiers putsch of 1961），试图维持法国在阿尔及利亚的地位，但是在几天后失败。
- 1975年：南越政府軍在春祿戰役中對北越人民軍的最後一次大規模抵抗宣告失敗、使首都西貢東側門戶大開。南越總統阮文紹辭職並逃往台灣。
- 1985年：艾爾頓·塞纳首次贏得一級方程式分站冠軍。
- 1985年：香港寶馬山雙屍案被揭發，一對英國籍情侶於前一天被打死及姦殺。
- 1992年：無線電天文學家亞歷山大·沃爾茲森發現脈衝星PSR B1257+12，這也是首個確認發現的太陽系外行星。
- 1993年：香港正式廢除死刑。翻查紀錄，香港最後一名死囚名叫黃啟基（又名黃子歡），在1966年11月16日被問吊，終年34歲。
- 1998年：中国政府宣布全面禁止传销。

### 21世紀
- 2015年：日本新幹線列車L0系高速列車試驗運行達到了時速603公里，再次刷新了世界列車最高速度紀錄。
- 2019年：斯里蘭卡發生發生八宗連環炸彈襲擊，主要包括3間教堂、4間酒店及一間屋，造成207人死亡，450人受傷。[1]
- 2021年：伴随着英格兰足球超级联赛六大豪门的集体退出，成立仅有两天的欧洲超级联赛宣布暂停运营。
- 2021年：印度尼西亞海軍南伽拉號潛艇沉沒，艇上53人全數罹難。
- 2025年：教宗方济各在梵蒂冈城圣玛尔大之家寓所逝世，享年88岁。

## 出生
- 1619年：扬·范·里贝克，荷蘭殖民地管理人，開普敦發現者（1677年逝世）
- 1673年：不倫威克-呂訥堡的威廉米娜·阿瑪利亞，神圣罗马帝国皇后（1742年逝世）
- 1713年：路易·德·諾阿耶，第三代諾阿耶公爵阿德里安·毛瑞斯·德·諾阿耶之子（1793年逝世）
- 1782年：弗里德里希·威廉·奥古斯特·福禄贝尔，德国教育家（1852年逝世）
- 1783年：雷金納德·希伯，英國主教、文學家、讚美詩作者（1826年逝世）
- 1816年：夏洛特·勃朗特，英国小说家（1855年逝世）
- 1828年：依波利特·阿道爾夫·丹納，法國評論家與史學家（1893年逝世）
- 1834年：阿德里安·勒內·弗朗謝，法國植物學家（1900年逝世）
- 1838年：約翰·繆爾，美國早期環保運動領袖，塞拉俱樂部的創建者（1914年逝世）
- 1862年：約翰·伯納德·賽耶二世，美國商人，賓夕法尼亞鐵路公司董事，鐵達尼號罹難者（1912年逝世）
- 1864年：馬克斯·韋伯，德國社會學家、歷史學家、經濟學家、哲學家、法學家（1920年逝世）
- 1882年：珀西·布里奇曼，美國物理學家，1946年諾貝爾物理學獎得主（1961年逝世）
- 1890年：沃爾特·格羅特里安，德國天文學家、天體物理學家（1954年逝世）
- 1891年：志甫勤一郎，日本陸軍少將（1969年逝世）
- 1915年：加勒特·哈丁，美國生態學家（2003年逝世）
- 1920年：亞瑟·蓋爾斯敦，美國植物生理學家、生物倫理學家（2008年逝世）
- 1926年：伊丽莎白二世，英國女王（2022年逝世）
- 1932年：伊萊恩·梅，美國女演員、導演、編劇
- 1941年：大衛·L·博倫，美國政治人物（2025年逝世）
- 1947年：伊吉·帕普，美國男歌手、音樂家
- 1951年：曾俊華，香港政治人物
- 1952年：謝麗爾·基蘭，英國政治人物（2021年逝世）
- 1953年：胡茵夢，台灣女演員
- 1955年：圖伊提亞·帕基，紐西蘭毛利王（2024年逝世）
- 1957年：福斯坦-阿爾尚熱·圖瓦德拉，中非政治人物，現任中非共和國總統
- 1958年：臼井儀人，日本漫畫家（2009年逝世）
- 1958年：安迪·麥杜維，美国女演員
- 1962年：狄鶯，台灣藝人
- 1963年：布萊恩·高德納，美國電影製片人、商人（2021年逝世）
- 1963年：李智良，香港男配音員
- 1963年：諾希山，馬來西亞卫生部总监
- 1965年：趙剑華，中國著名羽毛球运动員
- 1966年：陳霆，台灣演員
- 1966年：克里斯·惠蒂，英國流行病學家，現任英國首席醫療官
- 1967年：蔡秋鳳，台灣女歌手
- 1967年：劉志昇，台灣棒球選手
- 1968年：王志安，中國記者
- 1970年：羅伯·里戈爾，美國男演員
- 1972年：納爾吉斯·穆罕默迪，伊朗人權活動家，2023年諾貝爾和平獎得主
- 1973年：區永權，香港男歌手、演員、主持人
- 1973年：小西克幸，日本男性聲優
- 1973年：冰青，日本女性聲優
- 1974年：奧列克西·楚拉夫科，烏克蘭及俄羅斯政治人物（2022年逝世）
- 1975年：金巧巧，中國演員
- 1976年：崔大衛，韓裔美國畫家
- 1979年：朱廣權，中國綜藝節目主持人
- 1979年：詹姆斯·麥艾維，英國男演員
- 1980年：下野紘，日本男性聲優
- 1980年：星野桂，日本漫畫家，代表作《驅魔少年》
- 1981年：弗洛林·扎洛米爾，羅馬尼亞男子擊劍運動員（2022年逝世）
- 1981年：汪詩詩，香港女模特
- 1981年：及川奈央，日本前AV女優
- 1983年：陳潔麗，中國女歌手
- 1983年：古古·瑪芭塔-勞，英國女演員
- 1984年：朱亞文，中國大陸男演員
- 1985年：葉詠捷，台灣棒球選手
- 1985年：李泰成，韓國男演員
- 1986年：劉子千，台灣男歌手
- 1987年：譚雨涵，比利時男子羽球運動員
- 1988年：李昊嘉，香港女歌手
- 1988年：里基·贝伦斯，美國游泳运动员
- 1988年：羅比·艾梅爾，加拿大男演員
- 1989年：HIKAKIN，日本YouTuber、遊戲實況主、Beatboxer、演員
- 1989年：克里斯托弗·桑德斯，美國男演員
- 1991年：橘龍丸，日本男性聲優
- 1991年：法蘭克·迪蘭，英國男演員
- 1993年：，荷蘭職業足球運動員
- 1994年：曹曦月，中國女演員
- 1997年：高木紗友希，日本組合Juice=Juice成員
- 1998年：張盈悅，香港女演員
- 1998年：牧秀悟，日本職業棒球運動員
- 1999年：馨亞，台灣女藝人
- 1999年：黃子弘凡，中國男歌手
- 1999年：崔玹硕，韓國男子偶像團體TREASURE成員
- 2005年：阿克沙特·辛格（英语：Akshat Singh），印度童星
- 2007年：伊莎貝拉公主，丹麥公主、鍾芸睿
- 2008年：Hyein，韓國女子偶像團體NewJeans成員
- 生年不詳：深川和征，日本男性聲優

## 逝世
- 234年：漢獻帝劉協，中國漢朝最後一位皇帝。（181年出生）
- 1073年：教宗亞歷山大二世，羅馬主教。（生年不詳）
- 1509年：亨利七世，英格蘭國王。（1457年出生）
- 1591年：千利休，日本戰國時代至安土桃山時代茶道宗師。（1522年出生）
- 1650年：柳生三嚴，日本江戶時代武士。（1607年出生）
- 1701年：淺野長矩，日本江戶時代大名，播磨赤穗藩藩主。（1667年出生）
- 1793年：約翰·米歇爾，英國自然哲學家、牧師。（1724年出生）
- 1909年：伊希尼奧·烏里亞特，巴拉圭政治人物，第7任巴拉圭總統。（1843年出生）
- 1900年：阿爾馮斯·米爾恩-愛德華茲，法國哺乳動物學家、鳥類學家、癌症學家。（1835年出生）
- 1910年：馬克·吐溫，美國幽默大師，代表作。（1835年出生）
- 1918年：曼弗雷德·馮·里希特霍芬，德國王牌飛行員。（1892年出生）
- 1930年：艾伯特·馮·李寇克，德國探險家。（1860年出生）
- 1938年：穆罕默德·伊克巴勒，印度穆斯林诗人、哲学家和政治家。（1877年出生）
- 1946年：約翰·梅納德·凱恩斯，英國經濟學家。（1883年出生）
- 1958年：蔡旨禪，台灣女性漢文詩人
- 1965年：愛德華·阿普爾頓，英國物理學家，1947年諾貝爾物理學獎得主。（1892年出生）
- 1971年：弗朗索瓦·杜瓦利埃，海地政治人物，第40任海地總統。（1907年出生）
- 1975年：大川鐵雄，日本企業家、收藏家。（1897年出生）
- 1975年：拉涅里·馬茲利，巴西政治人物，第23、25任巴西總統。（1910年出生）
- 1980年：亞歷山大·伊萬諾維奇·奧巴林，蘇聯生物化學家。（1894年出生）
- 1989年：德惠翁主，朝鮮日治時期李王家翁主。（1912年出生）
- 1989年：方榮翔，京劇表演藝術家。（1925年出生）
- 1992年：傑拉爾德·范伯格，美國物理學家、未來學家、民粹主義者。（1933年出生）
- 1997年：新馬師曾，香港著名粵劇表演藝術家，有「慈善伶王」稱號。（1916年出生）
- 1997年：安德烈斯·羅德里格斯，巴拉圭政治人物，前任巴拉圭總統。（1923年出生）
- 1999年：焦哈尔·杜达耶夫，车臣共和国领袖。(1944年出生)
- 2003年：妮娜·西蒙，美國歌手、作曲家與鋼琴表演家。（1933年出生）
- 2004年：藤田田，日本企業家，日本麥當勞創始人。（1926年出生）
- 2005年：張春橋，前中國共產黨中央政治局常務委員會委員、中國國務院前副總理，「四人幫」核心成員，胃癌病逝。（1917年出生）
- 2005年：格里·馬歇爾，英國賽車手
- 2006年：林豐，中國導演。（1919年出生）
- 2006年：特裡·桑塔納·達席爾瓦（英语：Telê Santana），巴西足球教練。（1931年出生）
- 2010年：胡安·安東尼奧·薩馬蘭奇，西班牙體育官員，前国际奥林匹克委员会主席。（1920年出生）
- 2011年：哈羅德·加芬克爾，美國社會學家。（1917年出生）
- 2013年：夏琨塔拉·戴維，印度神童、心算家。（1929年出生）
- 2014年：溫丁，緬甸被監禁時間最長的政治犯、緬甸民主運動人士[2]。（1930年出生）
- 2015年：楊又穎，台灣女藝人。（1990年出生）
- 2016年：王子，美国男歌手。（1958年出生）
- 2018年：田島鍋，日本超級人瑞，最後一位出生於19世紀的人類。（1900年出生）
- 2020年：萊塞尼亞·恩加拉塞，斐濟經濟學家、政治人物，前任斐濟總理。（1941年出生）
- 2021年：马克·费侯，法国历史学家。（1924年出生）
- 2022年：姆瓦伊·齐贝吉，肯亞政治人物，第3任肯亞總統。（1931年出生）
- 2022年：黃蜀芹，中國電影導演。（1939年出生）
- 2022年：雅克·貝漢，法國導演及演员。（1941年出生）
- 2025年：教宗方濟各，羅馬主教。 （1936年出生）

## 节假日和习俗
- 巴西：蒂拉登特斯紀念日
- 美国德克薩斯州：聖哈辛托日
- 中华人民共和国福州市：福州淪陷日